# 竜晶池
竜晶池（りゅうしょういけ）は、富山県富山市の飛騨山脈（北アルプス）内にある高層湿原・高天原の北部に位置する池。

## 概要
水晶岳西面の地滑りが、黒部川支流の岩苔小谷を堰き止めて形成された堰止湖とされている。魚類は特に生息していない。
池の東側には水晶岳が所在し、水面には薬師岳が逆さに映る。また、近くに高天原温泉がある。高天原湿原を挟んだ南側には同様の成因の水晶池がある。南西側では岩苔小谷を挟んで雲ノ平と隣接する。